# Heidrun Eichner
Heidrun Eichner (* 1973 in Erlangen) ist eine deutsche Islamwissenschaftlerin.

## Leben
Von 1990 bis 1996 studierte sie Islamwissenschaft, Religionswissenschaft und diverse orientalische Philologien in Wien, Berlin und Tübingen (1996 Magistra Islamkunde/Vergl. Religionswissenschaft (Tübingen)). Nach der Promotion 2001 im Fach Islamwissenschaft (Ruhr-Universität Bochum) war sie von 2001 bis 2003 wissenschaftliche Mitarbeiterin Averrois Opera an der RUB Bochum. Nach der Habilitation 2009 (venia legendi in Arabistik und Islamwissenschaft (Martin-Luther-Universität Halle-Wittenberg)) hat sie seit 2010 den Lehrstuhl für Islamwissenschaft an der Universität Tübingen inne.
Ihre Forschungsschwerpunkte sind Geistesgeschichte des Islam allgemein; Philosophiegeschichte, Theologie, Mystik, Rechtstheorie (uṣūl al-fiqh), Wissenschaftsgeschichte und -theorie, Übersetzungen im kulturellen Kontext, Übersetzungsphilologie: graecoarabistisch, arabisch-lateinisch,  arabisch-hebräisch und Judaeoarabica und Manuskripte, Editionstheorie.

## Schriften (Auswahl)
- Averroes (Abū L-Walīd Ibn Rušd): Mittlerer Kommentar zu Aristoteles' De Generatione et Corruptione. Paderborn 2005, ISBN 3-506-72899-7.
- mit Matthias Perkams und Christian Schäfer (Hrsg.): Islamische Philosophie im Mittelalter. Ein Handbuch. Darmstadt 2017, ISBN 3-534-26885-7.